# Villino Lupi
Il Villino Lupi è sito in Piazza Cinque Scole 37 angolo Via Catalana a Roma, nel rione Sant'Angelo.

## Storia
Il villino fa parte del risanamento dell'ex Ghetto ebraico di Roma nel 1885. Nel 1888 vi fu una crisi edilizia e il fallimento della Banca Tiberina che rallentò la costruzione di questo edificio. Il terreno fu lottizzato tuttavia nel 1909. L'edificio venne ultimato l'anno seguente su progetto di Romolo Gui
Nel 1925 Salvatore Rebecchini presenta il progetto per l'ampliamento di un piano ed aggiungento una merlatura guelfa nell'attico.

## Descrizione
L'edificio si eleva per tre piani con finestre a monofora. Il piano terra presentava un effetto a bugnato, nel primo piano vi è un balcone. Nella parte retrostante si ergeva una torre con trifora, beccatelli e merlatura.